# The Umbrellas, Japan – USA
The Umbrellas

Christo und Jeanne-Claude, 1980–1983

Link zu Bildern und Grafiken des Kunstwerks

(Bitte Urheberrechte beachten)
The Umbrellas, Japan – USA (englischer Originaltitel) war ein Kunstprojekt des Künstlerehepaars Christo und Jeanne-Claude, das 1991 zeitgleich in der Präfektur Ibaraki, Japan, und im Kern County in Kalifornien realisiert wurde. Es bestand aus mehreren Tausend gelben und blauen Schirmen, die in der offenen Landschaft aufgestellt wurden. Die Kosten für die Realisierung des Projekts beliefen sich auf insgesamt 26 Millionen Dollar.

## Planung, Vorbereitung und Umsetzung

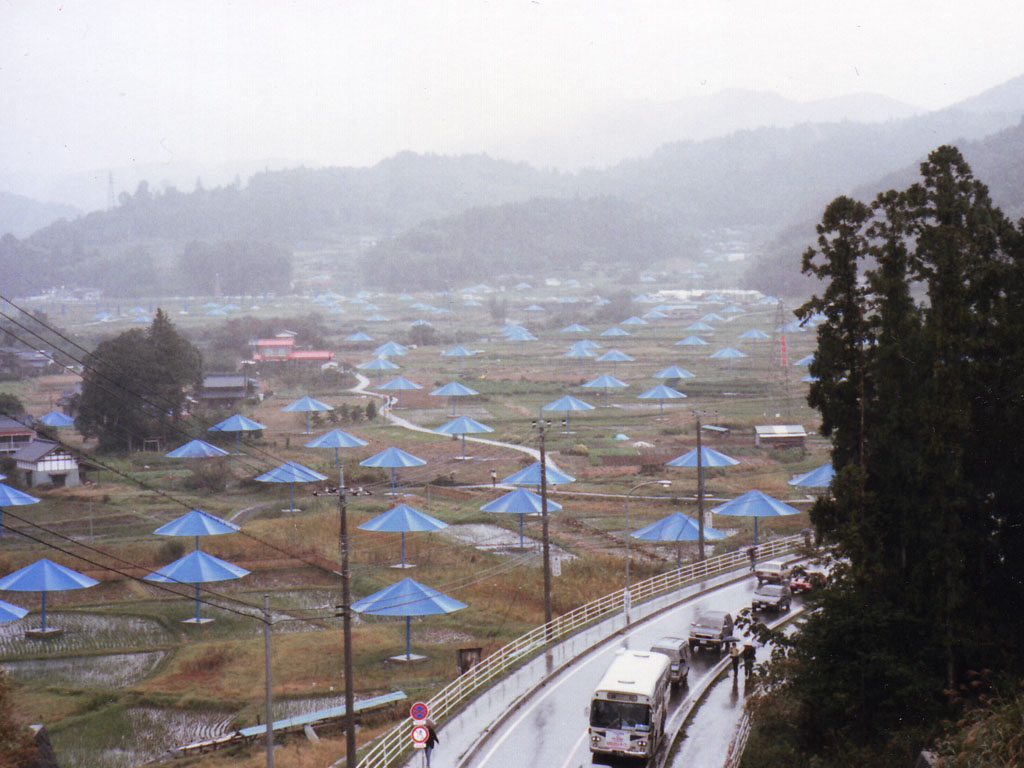
Projekt „The Umbrellas“ in Japan

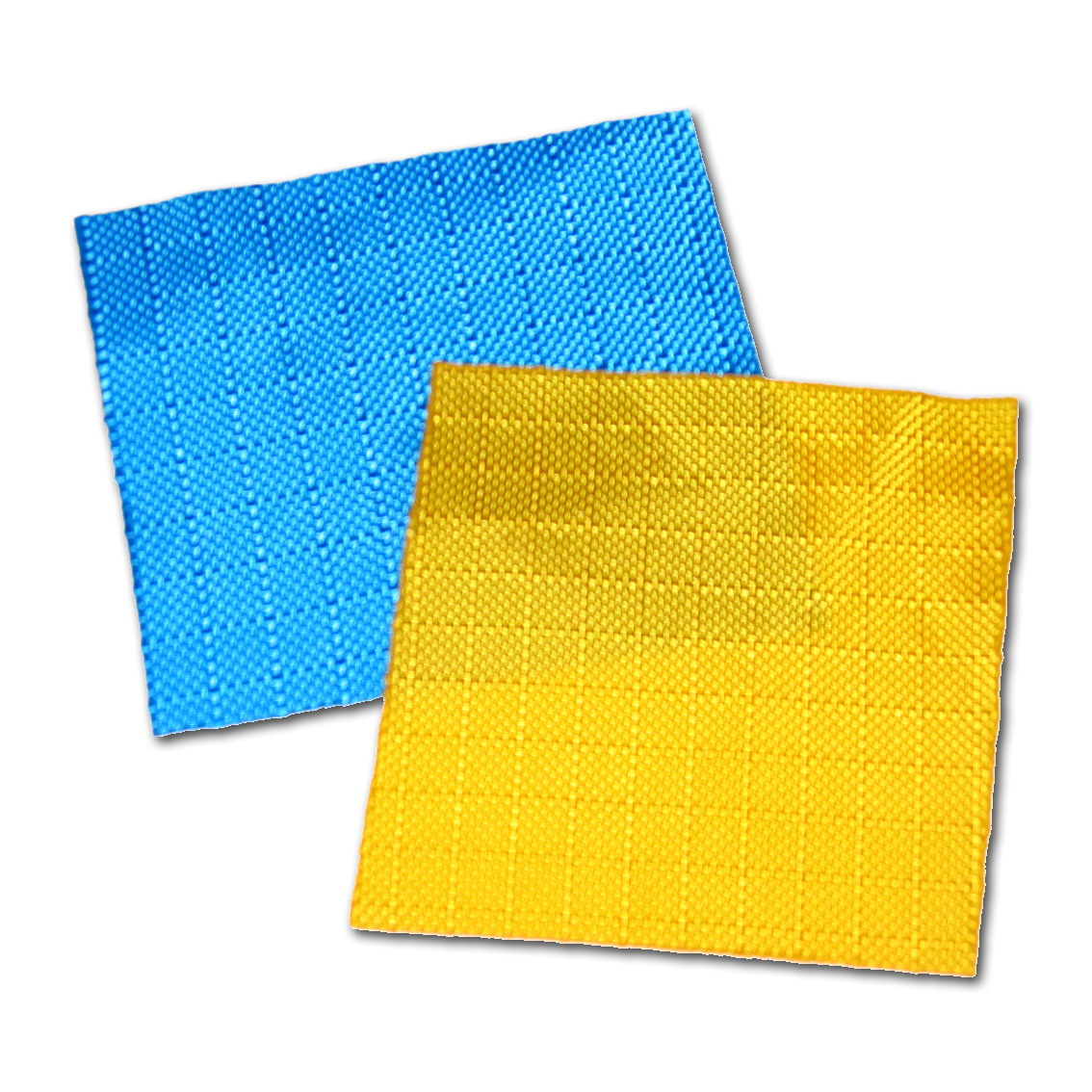
Stoffmuster des Projekts „The Umbrellas“

Die Planungen für die Umsetzung des Projekts begannen im Jahr 1984. Christo und Jeanne-Claude bereiteten das Projekt in Form von Zeichnungen, Entwürfen und Fotografien vor und mussten für die Realisierung zahlreiche offizielle Genehmigungen einholen. In Japan musste die Genehmigung von 17 verschiedenen Regierungs- und Lokalbehörden eingeholt werden, in den USA waren es sogar 27; hinzu kamen 459 Reisbauern und andere Grundbesitzer, deren Erlaubnis erbeten wurde. Als Ort wurde in Japan ein Tal nördlich von Hitachi-Ōta und südlich von Satomi entlang der Nationalstraße 349 und des Flusses Sato gewählt. In Kalifornien wählte man ein Tal etwa 95 Kilometer nördlich von Los Angeles entlang der Interstate 5 und dem Tejon-Pass.
Insgesamt wurden in Japan 1340 blaue und in den USA 1760 gelbe Schirme aufgestellt, wobei jeder Schirm bei einem Gewicht von etwa 200 Kilogramm sechs Meter hoch war und einen Durchmesser von 8,66 Metern hatte. Es wurden 410.000 Quadratmeter Stoff, 7600 Liter Farbe und fast 25.000 Schirmspangen und ebenso viele Streben aus Aluminium verarbeitet. Die Teile wurden international gefertigt, der Zusammenbau erfolgte in Bakersfield in Kalifornien im Kern County, von wo ein Teil der Schirme nach Japan transportiert wurde. Bereits im Dezember 1990 bis September 1991 begannen die ersten Arbeiter der Muto Construction Co. Ltd. in Japan und der Firma A.L. Huber & Son in Kalifornien damit, die Verankerungen im Boden und die Stahlsockel zu installieren, auf die die Schirme montiert wurden. Vom 19. September bis zum 7. Oktober 1991 wurden die Schirme an die Standorte gebracht und mit den Sockeln verschraubt, allerdings noch nicht aufgespannt.
Die Umsetzung des Projekts erfolgte vom 9. bis 27. Oktober 1991. Die 1880 Arbeiter begannen am 9. Oktober im Beisein der Künstler mit Sonnenaufgang damit, die insgesamt 3100 Schirme zu öffnen.

## Vorzeitiger Abbau
Am 26. Oktober 1991 wurde einer der Schirme in Kalifornien vom Wind losgerissen und verletzte eine Frau tödlich. Christo ließ daraufhin alle Regenschirme schließen. Das Ehepaar reiste aus Japan an, um dort das Projekt abzubauen. Der Abbau begann am 27. Oktober 1991, wobei die Gelände in ihren ursprünglichen Zustand zurückgebracht wurden. In Japan starb dabei ein Arbeiter, als er mit einem Kran eine Hochspannungsleitung berührte.

## Rezeption und Interpretation
Christo und Jeanne-Claude beschrieben die Bedeutung des Kunstwerks:

„Dieses temporäre Kunstwerk, das gleichzeitig in Japan und in den USA veranstaltet wurde, reflektierte die Ähnlichkeiten und Unterschiede im Lebensstil und in der Art der Landnutzung beiderseits des Pazifiks anhand zweier im Landesinneren gelegener Täler, von denen das japanische 19, das amerikanische 29 Kilometer lang war.“

Jacob Baal-Teshuva beschrieb The Umbrellas, Japan–USA als „das ehrgeizigste und kostspieligste Projekt in der künstlerischen Laufbahn der Christos.“

## Belege
1. 1 2 3 4 5 6  Jacob Baal-Teshuva: Christo & Jeanne Claude. Benedikt Taschen Verlag, Köln 1995, ISBN 3-8228-8795-1, S. 68 ff.
2. 1 2  The Umbrellas auf der Homepage von Christo und Jeanne-Claude
3. ↑  Christo Umbrella Crushes Woman. In: The New York Times, 28. Oktober 1991. Abgerufen am 22. Juni 2013.
4. ↑  'Umbrellas' Closing Leaves Christo With Empty Palette. In: The New York Times, 12. November 1991. Abgerufen am 22. Juni 2013.